# Ce soir
Ce soir va ser un diari francès fundat pel Partit Comunista Francès (PCF) i dirigit per Louis Aragon i Jean-Richard Bloch.

## Història
Ce soir es va crear per iniciativa del secretari general del PCF Maurice Thorez amb la finalitat de competir amb Paris-Soir. El primer número es va publicar l'1 de març de 1937. El diari estava sota la direcció de dos escriptors reconeguts: Louis Aragon, que es va convertir en director del diari de recent creació i Jean-Richard Bloch, que s'incorporarà al diari el 1939 i es va convertir en codirector. Ce soir va aconseguir una tirada de 260.000 exemplars el març de 1939.
Entre els col·laboradors més coneguts del diari hi havia René Arcos, Julien Benda, Jean Blanzat, Jean Cocteau, Lise Deharme, Robert Desnos, Luc Durtain, Yvette Guilbert, Francis Jourdain, André Lhote, Darius Milhaud, Georges Pillement, Tristan Rémy, Jean Renoir, Georges Sadoul, Elsa Triolet i Jean Wiener. Els editors del diari van ser Édith Thomas, Simone Téry i Andrée Viollis.

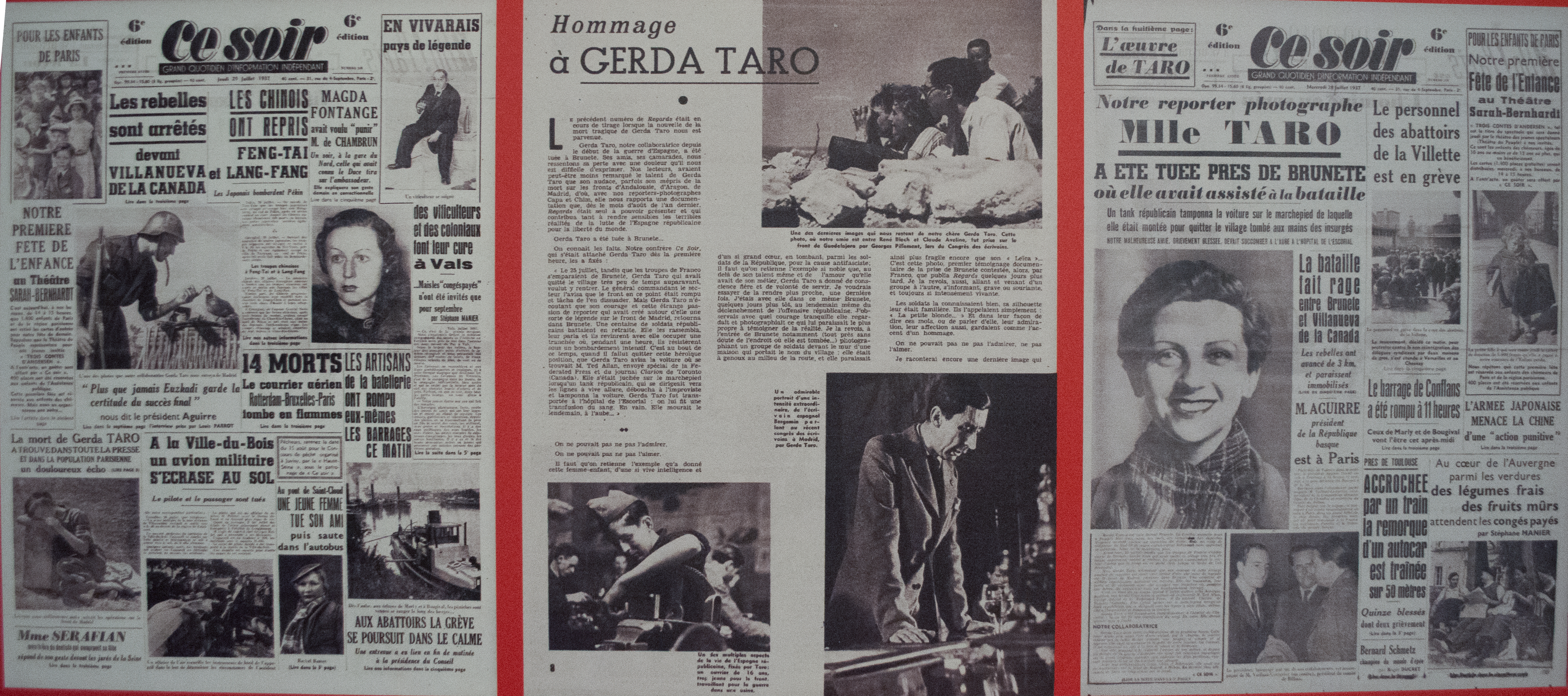
Notícies sobre la mort de Gerda Taro

La Guerra Civil espanyola va ser coberta per divuit periodistes i fotoreporters. Els grans noms del periodisme d'esquerres es van succeir per a descriure i il·lustrar les lluites del bàndol republicà, entre ells hi havia Édith Thomas, Andrée Viollis, Simone Téry, Louis Parrot, Stéphane Manier, Georges Soria, Renaud de Jouvenel. Els enviats especials de Ce soir van ser fotògrafs que després es farien famosos per la seva cobertura de la Guerra Civil, Gerda Taro, que va morir en la batalla de Brunete el juliol de 1937, Robert Capa i Chim, també conegut com David Seymour.
El diari, considerat un òrgan del Partit Comunista Francès, va ser prohibit el 25 d'agost de 1939 per les autoritats franceses, juntament amb L'Humanité i totes les publicacions del PCF perquè se sospitava que donaven suport al Pacte Mólotov-Ribbentrop. El diari no va reprendre oficialment la seva publicació fins al 1944 sota la direcció de Louis Parrot, que ja era editor del diari abans de la l'esclat de la Segona Guerra Mundial. Louis Aragon també va tornar a assumir el càrrec de director editorial del diari. El 28 de febrer de 1953 Ce soir va deixar de publicar-se.